# Barras paralelas
As barras paralelas são um aparelho creditado ao alemão Friedrich Ludwig Jahn utilizado na ginástica artística e exclusivamente para homens. O aparelho é formado por dois barrotes paralelos, apoiados em dois suportes de metal.
O ginasta deve realizar uma série de movimentos giratórios, equilibrados nessas duas barras. As rotinas nelas executadas, variam de acordo com o grupo de elementos apresentados pelos ginastas, embora possuam o tempo médio gire entre quinze e trinta segundos.

## História
Este aparelho foi criado pelo alemão Friedrich Jahn, em seu Hasenheide, em Berlim, local onde os ginastas faziam exercícios de dificuldade para a ginástica no cavalo. Isto significa que as barras foram um aparelho criado para um treinamento de suporte, ou seja, com o intuito de fortalecer os braços, mas com sua prática secundária e limitada a poucos movimentos. A partir daí, viu-se que podia-se desenvolver nele, uma infindável variação de elementos, tornado este aparato um dos preferidos dos praticantes da modalidade.
No entanto, notou-se que, pregadas ao solo, as barras não podiam ser movidas. Por isso, em 1819, o espanhol Amoros descreveu as primeiras barras transportáveis, de criação do famacêutico Kluge, natural de Berlim.
Com o passar dos anos e a evolução dos materiais que compunham os barrotes, as apresentações acompanharam esta melhoria e hoje, composta por movimentos de força e equilíbrio, tem por vezes, suas rotinas ditas como de maiores dificuldades para os braços e ombros, apesar de possuir os desmontes mais conservadores dos atletas das barras.

## Aparelho
O aparelho é composto por duas barras de madeira, recobertas com fibra de vidro com 3,50 m de comprimento, colocados a uma distância que varia de 42 cm a 52 cm uma da outra – dependendo da largura ombro-ombro do atleta —, a uma altura de 1,75 m.
Atualmente, os barrotes são cobertos com o mesmo material utilizado nas barras assimétricas e na barra fixa. A diferença é que não há cabos de aço que prendam o aparelho ao chão.

## Características da competição

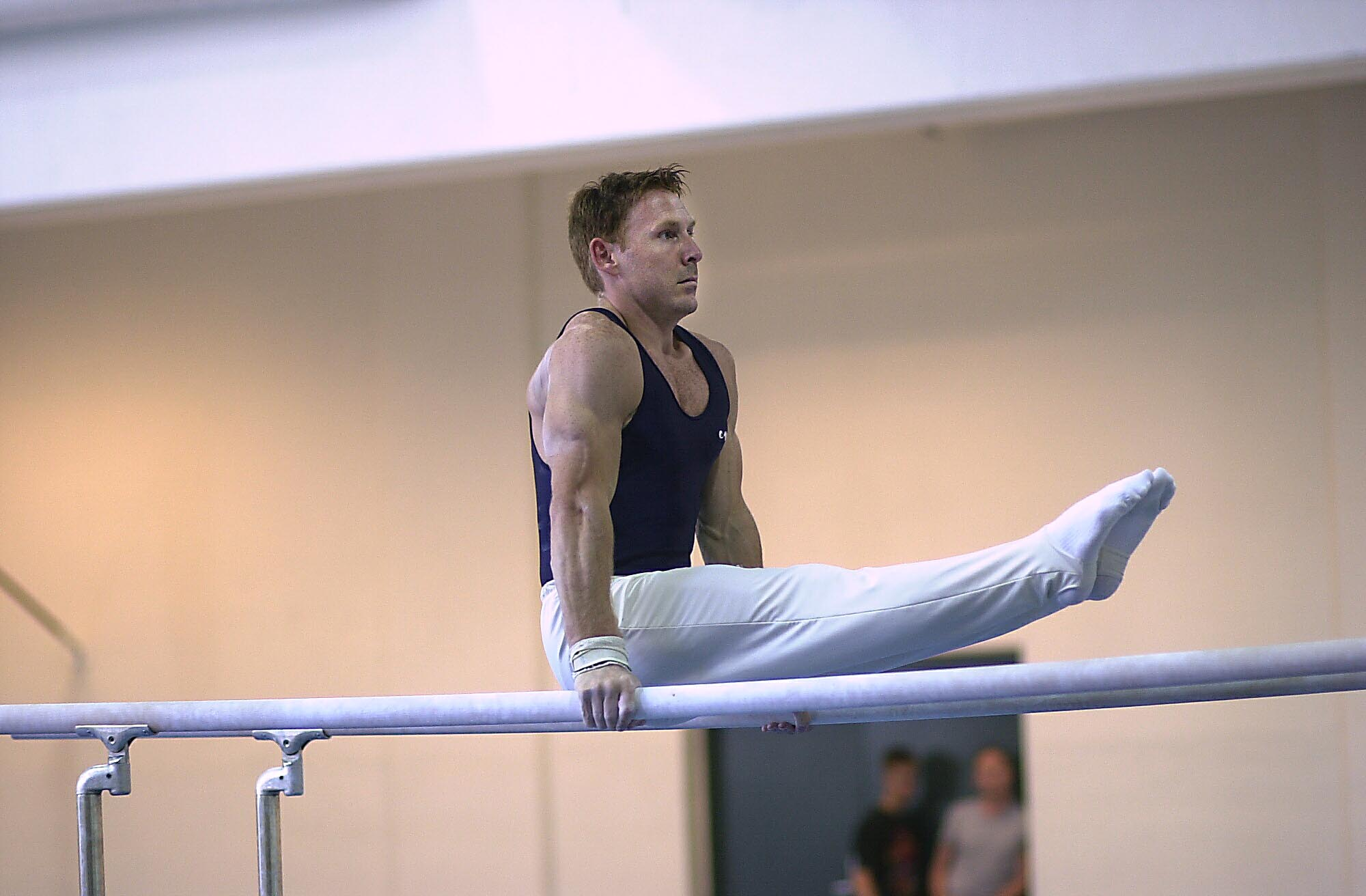
O ginasta norueguês Espen Jansen

Os exercícios nas paralelas combinam diversos movimentos, mas principalmente largadas e balanços, chamados elementos de impulso. Em uma série de exercícios neste aparato deverão constar ainda elementos de força e estáticos. As habilidades desenvolvidas pelo ginasta durante a prática são o equilíbrio, a força e a agilidade, e são executados em suspensão e apoio.
Como técnica básica neste aparato, está o chamado apoio. Nele, os braços do atleta ficam completamente estendidos, os ombros alinhados — que pressionam para baixo —, o peito é cavado para dentro e a cabeça, ao centro, dificulta o cumprimento dos aspectos mecânicos, pois o corpo precisa estar sempre na postura correta do apoio.
Para uma série ser bem-sucedida, o ginasta necessita:
- Percorrer toda a extensão dos barrotes, seja com largadas e retomadas, seja com movimentos de equilíbrio
- Executar movimentos em ambas as barras simultaneamente e em apenas uma delas
- Executar ao menos uma largada. O movimento acrobático – que envolve mortais e piruetas – não desconta ponto ao ginasta que não o executa, mas deixa sua rotina com uma nota A (de partida) mais baixa
- Manter a postura angular correta: 180º vertical e 90º nas paradas e movimentos de equilíbrio, além da correta execução das largadas
- Finalizar sua apresentação com um salto de saída de dificuldade D

Para não sofrer com despontuações, o ginasta não deve arrumar suas mãos nas barras — quando não estiver executando o próprio movimento —, desprender-se do aparelho, perder a postura – como dobrar os joelhos e cotovelos —, não cumprir com as exigências acrobáticas e plásticas exigidas pelo Código de Pontos, tocar as pernas nas barras em qualquer situação e não finalizar um movimento – qualquer passagem ou acrobacia.

### Movimentos
Como nos demais aparelhos, os exercícios nas barras paralelas realizados são bastante variados. Em geral, as acrobacias executadas são de chegada ao apoio braquial –protegidas ou não pelas braçadeiras —, que ajudam a reduzir o impacto nas aterrizagens dos movimentos e dão ao atleta a possibilidade de um melhor apoio e saída para a continuação de sua performance. Abaixo, alguns movimentos básicos nomeados:
- Esquadro: Como utilizado nas argolas, o ginasta forma uma figura angular com o corpo, apenas em um dos barrotes. O ginasta firma as mãos e passa as pernas por entre os braços, parando na posição que se assemelha a um esquadro.
- Luftrolle: O movimento começa com o ginasta erguendo as pernas em posição esticada para se lançar ao impulso. Como em um mortal esticado para trás, o atleta larga as barras e chega em posição esticada, como uma parada de mãos. Este movimento se assemelha ao giro-gigante executado na barra fixa.
- Stützkehre: O ginasta parte da posição “parada de mãos”, sobre as barras. Lançando-se à frente, solta-se de apenas um dos barrotes, faz-se um giro de 180º graus do corpo e torna à “parada de mãos”, dessa vez, virado para o outro lado.
- Felge: Movimento utilizado para entradas nas barras. Partindo da parte de baixo, o ginasta desenha, lançando as pernas esticadas para cima, uma forma angular com o corpo, de modo a atingir, durante o embalo, um X entre as pernas e os braços. Ao elevar-se, passa-se à “parada de mãos”.

## Ginastas de destaque
- O chinês Li Xiaopeng bicampeão mundial e bicampeão olímpico
- O japonês bicampeão olímpico Sawao Kato
- O russo soviético Vladimir Artemov tricampeão mundial e campeão olímpico